# سایمون دومینیک
جونگ کی-سوک (کره‌ای: 정기석، زادهٔ ۹ مارس ۱۹۸۴) که بیشتر با نام هنری خود سایمون دومینیک (انگلیسی: Simon Dominic، کره‌ای: 사이먼 도미닉) شناخته می‌شود، یک هنرمند هیپ هاپ اهل کره جنوبی است. او در سال ۲۰۰۹ به عنوان عضوی از گروه دو نفرهٔ هیپ هاپ سوپرمی تیم فعالیت خود را آغاز کرد که در سال ۲۰۱۳ منحل شد.